# Méhkertek
Méhkertek (románul: Stupini, németül: Bienengärten) Brassó városnegyede, külterületi lakott hely a városközponttól északra, a vasúton túl, a Vidombák mentén. Egykoron önálló település, 2002-ben egyesült Brassóval. Nagyobbrészt szórványtelepülés, lakosai főleg mezőgazdasággal foglalkoznak, lakossága 2011-ben 3314 fő volt.

## Története
A 15. századtól a helyet a város közös legelőjeként használták. A 16. században itt működött a brassói papírmalom, Délkelet-Európa elsőként, a Magyar Királyság másodikként alapított papírgyára. Alapításának ötlete Johannes Honterusé volt, hogy ellássa újonnan alapított brassói nyomdáját; a tervet két tehetős és bőkezű támogatója, Johannes Fuchs és ifj. Johannes Benkner városbírók valósították meg. A malom a 17. század elején, a tizenöt éves háború és az azt követő erdélyi belháború során elpusztult. 1603-ban a malom romjai melletti erdős területen győzte le Radu Șerban havasalföldi fejedelem Székely Mózes seregeit. 1611 nyarán a hely a Radu Șerban és Báthory Gábor közötti összecsapás helyszíne volt.
Maga a település legkésőbb a 18. század közepén alakult ki. Orbán Balázs szerint Mária Terézia egyik rendeletének hatására jött létre, a királynő ugyanis meghagyta a brassói tanácsnak, hogy mindent tegyen meg a méhtenyésztés érdekében. A szász tanácsosok a Vidombák mentén, saját pénzükből méheseket létesítettek, majd hamarosan megjelentek a kaszálók, szántóföldek is. A szászok földjeit román parasztok művelték, akik kezdetben jobbágyok, később földbérlők voltak, illetve lassanként fölvásárolták földjeiket. A méhészet mellett zöldséget, gyümölcsöt, gabonát is termesztettek a város szükségletére (ezeket a főtéri vásárokon adták el), és állattenyészettel is foglalkoztak.
1756-ban egy román ortodox kápolnát említenek, majd a türelmi rendelet kiadása után, 1784–1791 között felépült a Szent Konstantin és Heléna-templom Constantin Dsanly brassó-belvárosi kereskedő támogatásával, akit a cinteremben temettek el. 1785-ben már 512 lakosa volt, 1839-ben pedig 574. 1851-ben 476 lakosából 458 volt román, 12 szász és 6 német. 1871-ben itt alapították a barcasági szász földművesiskolát (Burzenländer Ackerbauschule), amelyet 1875-ben Barcaföldvárra költöztettek.
1910-ben 1959 lakosából 1009 román, 530 magyar, 235 német és 85 szlovák anyanyelvű; 960 ortodox, 348 római katolikus, 252 evangélikus, 242 református, 74 görögkatolikus és 65 unitárius vallású. A 20. század elején több forrás üdülőhelyként írja le Méhkerteket – akárcsak Noát – ahol sok gazdag brassóinak, közöttük a Trauschenfels családnak is volt villája. 1931-ben az adventisták iskolaközpontot alapítottak, melyet a hatalom 1942-ben bezáratott, majd 1948-ban államosították az épületet. 1998-ban visszaszolgáltatták az egyháznak, majd 2002-ben ismét megnyitották az iskolát.
Míg a régi méhkerteki házak védett helyen állnak, az újonnan építettek közül sok a Vidombák árterületén található, ezen felül az 1974–1980 közötti talajjavítási munkálatok eredményeként a patak medre is megváltozott. 2021 augusztusában az árvízvédelmi töltés beszakadása miatt 143 lakóházat, 78 gazdasági épületet és 32 kutat árasztott el a víz.

## Leírása
A városközponttól négy kilométerre, északi irányba helyezkedik el. Területén több forrás és patak van. A DN1-es és a DN13-as főutak fogják közre, délen a körgyűrű választja el a tulajdonképpeni várostól. Külön vasúti megállóhelye van, a városközponttal több autóbuszjárat köti össze. Lakosai ma is főleg mezőgazdasággal foglalkoznak.